# Лобастов Микита Іванович
Микита Іванович Лобастов (19 квітня 1997 , Ува (смт), Удмуртія ) — білоруський біатлоніст, учасник чемпіонатів світу, член національної збірної Білорусі.

## Життєпис
У біатлоні від 2007 року. У складі збірної Росії в лютому 2017 року здобув золоту медаль в естафеті та бронзову в індивідуальних перегонах на чемпіонаті світу серед юніорів в Осорблі.
Від 2018 року представляє Білорусь. Здобув срібну медаль в індивідуальних перегонах на чемпіонаті світу серед юніорів у Брезні-Осорблі.

## Результати за кар'єру
Усі результати наведено за даними Міжнародного союзу біатлоністів.

### Чемпіонати світу
| Змагання                  | Інд. перегони | Спринт | Перегони пер. | Мас-старт | Естафета | Змішана ес. | Од. змішана ес. |
| ------------------------- | ------------- | ------ | ------------- | --------- | -------- | ----------- | --------------- |
| Антгольц-Антерсельва 2020 | —             | 36     | 37            | —         | 9        | —           | 15              |
| Поклюка 2021              | 30            | —      | —             | —         | 9        | —           | 12              |

### Кубки світу
- Найвище місце в загальному заліку: 66-те 2020 року.
- Найвище місце в окремих перегонах: 28-ме.

#### Підсумкові місця в Кубку світу за роками
| Сезон     | Заг. залік | Спринт | Перегони пер. | Інд. перегони | Мас-старт |
| 2019-2020 | 66         | 79     | 43            |               |           |
| 2019-2020 | 77         | -      | -             | 43            |           |